# Carlo Unverzagt
Carlo Unverzagt (* 28. November 1958) ist ein deutscher Chemiker (Bioorganische Chemie) und Hochschullehrer an der Universität Bayreuth.
Unverzagt studierte Chemie an der Johannes Gutenberg Universität Mainz mit dem Diplom 1984 und der Promotion 1988 bei Horst Kunz. Als Post-Doktorand war er 1988 bis 1990 an der University of California, Los Angeles, bei James C. Paulson. 1997 habilitierte er sich an der TU München. Er war Professor für Bioorganische Chemie an der Universität Bayreuth.
Er befasst sich mit Synthese und biologischer Rolle von Oligosacchariden, Peptiden und Glycoproteinen, speziell  chemoenzymatischer Synthese von N-Glycanen und Glycopeptiden, Semisynthese von Glycoproteinen, Glycosyltransferasen und Glycobiologie.

## Auszeichnungen
- 1997 erhielt er den Carl-Duisberg-Gedächtnispreis der Gesellschaft Deutscher Chemiker.
- 2010 erhielt er die Max-Bergmann-Medaille (für Synthese von Glycoproteinen).
- 2017 erhielt er den Emil Fischer Carbohydrate Award der European Carbohydrate Organization.